# Sylvie Schweitzer
Pour les articles homonymes, voir Schweitzer.
Sylvie Schweitzer née en 1951, est une historienne du travail française. Son ouvrage Les Femmes ont toujours travaillé publié en 2002 met fin à l'idée que les femmes sont arrivées sur le marché du travail à partir des années 1960.

## Biographie
Sylvie Schweitzer soutient sa thèse d'histoire en 1980, à l'Université de Paris-VIII. Elle travaille au CNRS de 1981 à 1992. Elle est ensuite maître de conférence à l'Université Lumière-Lyon-II. En 1994, elle est nommée professeure d'histoire contemporaine. Elle est membre du groupe de recherche au CNRS, Marché du travail et genre. Ses travaux de recherche portent sur l'histoire du travail, des groupes sociaux, des femmes.
En 2002, elle publie Les Femmes ont toujours travaillé. Dans cet ouvrage, elle montre que les femmes sont présentes sur le marché du travail bien avant les années 1960. Elles représentent 34,3 % de la population active en France en 1806, sans compter le travail des agricultrices qui n'étaient pas recensées par l'état. Sylvie Schweitzer estime que la proportion de femmes actives se rapproche de 40% si on tient compte des femmes d'exploitants agricoles, de commerçants et d'artisans.
En 2010, elle publie Femmes de pouvoir, une histoire de l’égalité professionnelle en Europe. De 1860 à 1920, le discours tend à justifier l'exclusion des femmes en mettant en valeur leurs fonctions maternelles ou leur « nature différente ». Une première vague de pionnières va toutefois braver les interdits et devenir avocate, médecin, enseignantes. La seconde période va jusqu'aux années 1970. Les femmes ont accédé à des fonctions masculines pendant la Première Guerre mondiale. Les portes se sont refermées à la fin de la guerre. Les femmes entrent dans la fonction publique. Elles deviennent magistrates, notaires, huissières. Enfin la dernière période, les femmes accèdent à Polytechnique, aux fonctions de cheffe d’orchestre, entrent  dans les armées ou dans la police. Les femmes se heurtent au plafond de verre.

## Publications
- André Citroën, Les Chevrons de la gloire, Paris, éditions EPA, 1980, 317 p.
- Des Engrenages à la chaîne, les usines Citroën, 1915-1935, Lyon, PUL, 1982, 204 p., p. 204
- L’usine et le bureau. Itinéraires sociaux et professionnels dans l’entreprise, 19e-20e siècles, Lyon, PUL, 1990, 192 p.
- André Citroën (1915-1935), Le risque et le défi, Paris, Fayard, 1992, 240 p.
- Les Femmes ont toujours travaillé. Une histoire du travail des femmes, 19e-20e siècles, Paris, Odile Jacob, 2002, 330 p.
- Femmes de pouvoir. Une histoire de l’égalité professionnelle en Europe, 19e-21e siècles, Paris, Payot, 2010, 280 p.
- Les inspectrices du travail, 1878-1974. Le Genre de la fonction publique, Rennes, Presses universitaires de Rennes, 2016, 170 p.